# Норт-Оканаган
Регіональний округ Норт-Оканаган (англ. North Okanagan) — регіональний округ в Канаді, у провінції Британська Колумбія.

## Населення
За даними перепису 2016 року, регіональний округ нараховував 84354 жителів, показавши зростання на 3,8 %, порівняно з 2011-м роком. Середня густина населення становила 11,2 осіб/км².
З офіційних мов обидвома одночасно володіли 4 725 жителів, тільки англійською — 78 335, тільки французькою — 15, а 295 — жодною з них. Усього 7,185 осіб вважали рідною мовою не одну з офіційних, з них 115 — одну з корінних мов, а 415 — українську.
Працездатне населення становило 58 % усього населення, рівень безробіття — 7,9 % (9,3 % серед чоловіків та 6,5 % серед жінок). 82,5 % були найманими працівниками, 16,1 % — самозайнятими.
Середній дохід на особу становив $41 715 (медіана $31 562), при цьому для чоловіків — $50 989, а для жінок $33 033 (медіани — $40 263 та $25 668 відповідно).
30,9 % мешканців мали закінчену шкільну освіту, не мали закінченої шкільної освіти — 18,7 %, 50,4 % мали післяшкільну освіту, з яких 27 % мали диплом бакалавра, або вищий, 185 осіб мали вчений ступінь.
| Статево-вікова структура населення | Статево-вікова структура населення | Статево-вікова структура населення | Статево-вікова структура населення | Статево-вікова структура населення |
| ---------------------------------- | ---------------------------------- | ---------------------------------- | ---------------------------------- | ---------------------------------- |
|                                    |                                    |                                    |                                    |                                    |
| Всього                             | Всього                             | 48,5%51,5%                         |                                    |                                    |
| 0 — 14 років                       | 0 — 14 років                       |                                    | 14,5%                              | 14,5%                              |
| 15 — 64 років                      | 15 — 64 років                      |                                    | 61,2%                              | 61,2%                              |
| 65 і більше                        | 65 і більше                        |                                    | 24,3%                              | 24,3%                              |
| 85 і більше                        | 85 і більше                        |                                    | 3,1%                               | 3,1%                               |
| 100 і більше                       | 100 і більше                       |                                    | 0%                                 | 0%                                 |
| Середній вік (років)               | Середній вік (років)               | 44,946,6                           | 45,8                               | 45,8                               |
| Медіана (років)                    | Медіана (років)                    | 48,250,6                           | 49,5                               | 49,5                               |
| — чоловіки — жінки                 |                                    |                                    |                                    |                                    |

| Походження мешканців:     | Походження мешканців:     | Походження мешканців: | Походження мешканців: | Походження мешканців: |
| ------------------------- | ------------------------- | --------------------- | --------------------- | --------------------- |
| Походження                |                           |                       | осіб                  | %                     |
| Корінні американці        | Корінні американці        |                       | 7 070                 | 8.57%                 |
| Інше північноамериканське | Інше північноамериканське |                       | 22 000                | 26.68%                |
| Європейське               | Європейське               |                       | 68 935                | 83.6%                 |
| британське                | британське                |                       | 45 460                | 55.13%                |
| французьке                | французьке                |                       | 10 250                | 12.43%                |
| українське                | українське                |                       | 7 530                 | 9.13%                 |
| Карибське                 | Карибське                 |                       | 135                   | 0.16%                 |
| Латинськоамериканське     | Латинськоамериканське     |                       | 565                   | 0.69%                 |
| Африканське               | Африканське               |                       | 400                   | 0.49%                 |
| Азійське                  | Азійське                  |                       | 3 535                 | 4.29%                 |
| Океанійське               | Океанійське               |                       | 510                   | 0.62%                 |

| Зайнятість населення за галузями (за класифікацією NOC): | Зайнятість населення за галузями (за класифікацією NOC): | Зайнятість населення за галузями (за класифікацією NOC): | Зайнятість населення за галузями (за класифікацією NOC): | Зайнятість населення за галузями (за класифікацією NOC): |
| -------------------------------------------------------- | -------------------------------------------------------- | -------------------------------------------------------- | -------------------------------------------------------- | -------------------------------------------------------- |
|                                                          |                                                          |                                                          |                                                          |                                                          |
| Управління                                               | Управління                                               |                                                          | 10,3%                                                    | 10,3%                                                    |
| Бізнес, фінанси та адміністрування                       | Бізнес, фінанси та адміністрування                       |                                                          | 13,3%                                                    | 13,3%                                                    |
| Природничі та прикладні науки                            | Природничі та прикладні науки                            |                                                          | 4,8%                                                     | 4,8%                                                     |
| Охорона здоров'я                                         | Охорона здоров'я                                         |                                                          | 8,2%                                                     | 8,2%                                                     |
| Освіта, правозахист, муніципальні та урядові служби      | Освіта, правозахист, муніципальні та урядові служби      |                                                          | 9,6%                                                     | 9,6%                                                     |
| Мистецтво, культура, відпочинок та спорт                 | Мистецтво, культура, відпочинок та спорт                 |                                                          | 2,2%                                                     | 2,2%                                                     |
| Роздрібна торгівля та послуги                            | Роздрібна торгівля та послуги                            |                                                          | 23,8%                                                    | 23,8%                                                    |
| Гуртова торгівля, транспорт та обладнання                | Гуртова торгівля, транспорт та обладнання                |                                                          | 18,4%                                                    | 18,4%                                                    |
| Природні ресурси, сільське господарство                  | Природні ресурси, сільське господарство                  |                                                          | 4,8%                                                     | 4,8%                                                     |
| Виробництво                                              | Виробництво                                              |                                                          | 4,6%                                                     | 4,6%                                                     |

## Населені пункти
До складу регіонального округу входять міста Армстронг (Британська Колумбія), Ендербі (Британська Колумбія), Вернон (Британська Колумбія), муніципалітети Колдстрім, Спаллумчін, село Ламбі, індіанські резервації Гарріс 3, Прістс-Веллі 6, Ендербі 2, а також хутори, інші малі населені пункти та розосереджені поселення.

## Клімат
Середня річна температура становить 7,8 °C, середня максимальна — 24,2 °C, а середня мінімальна — -12,5 °C. Середня річна кількість опадів — 514 мм.
| Клімат поселення                              | Клімат поселення | Клімат поселення | Клімат поселення | Клімат поселення | Клімат поселення | Клімат поселення | Клімат поселення | Клімат поселення | Клімат поселення | Клімат поселення | Клімат поселення | Клімат поселення | Клімат поселення |
| Показник                                      | Січ.             | Лют.             | Бер.             | Квіт.            | Трав.            | Черв.            | Лип.             | Серп.            | Вер.             | Жовт.            | Лист.            | Груд.            |                  |
| Середній максимум, °C                         | 2,03             | 5,41             | 10,90            | 15,78            | 20,41            | 24,18            | 23,47            | 23,40            | 17,86            | 11,09            | 4,92             | −0,74            |                  |
| Середня температура, °C                       | −5,23            | −1,86            | 3,62             | 8,51             | 13,14            | 16,90            | 19,90            | 19,84            | 14,29            | 7,53             | 1,36             | −4,3             |                  |
| Середній мінімум, °C                          | −12,52           | −9,14            | −3,65            | 1,24             | 5,86             | 9,64             | 16,34            | 16,27            | 10,73            | 3,96             | −2,22            | −7,87            |                  |
| Норма опадів, мм                              | 49               | 28               | 28               | 32               | 49               | 53               | 45               | 35               | 39               | 40               | 60               | 56               |                  |
| Середньомісячна швидкість вітру, м/с          | 1.80             | 1.71             | 2.00             | 2.20             | 2.10             | 2.01             | 2.00             | 1.90             | 1.71             | 1.80             | 1.99             | 1.92             |                  |
| Середньомісячна сонячна радіація, кДж/м²·день | 3205             | 6439             | 11391            | 16423            | 20192            | 21862            | 22984            | 19625            | 13827            | 7913             | 3675             | 2532             |                  |
| --------------------------------------------- | ---------------- | ---------------- | ---------------- | ---------------- | ---------------- | ---------------- | ---------------- | ---------------- | ---------------- | ---------------- | ---------------- | ---------------- | ---------------- |
| Джерело:                                      |                  |                  |                  |                  |                  |                  |                  |                  |                  |                  |                  |                  |                  |